# 1319 en santé et médecine
| Années de la santé et de la médecine : 1316 - 1317 - 1318 - 1319 - 1320 - 1321 - 1322    |
| Décennies de la santé et de la médecine : 1280 - 1290 - 1300 - 1310 - 1320 - 1330 - 1340 |

Cet article présente les faits marquants de l'année 1319 en santé et médecine.

## Événements

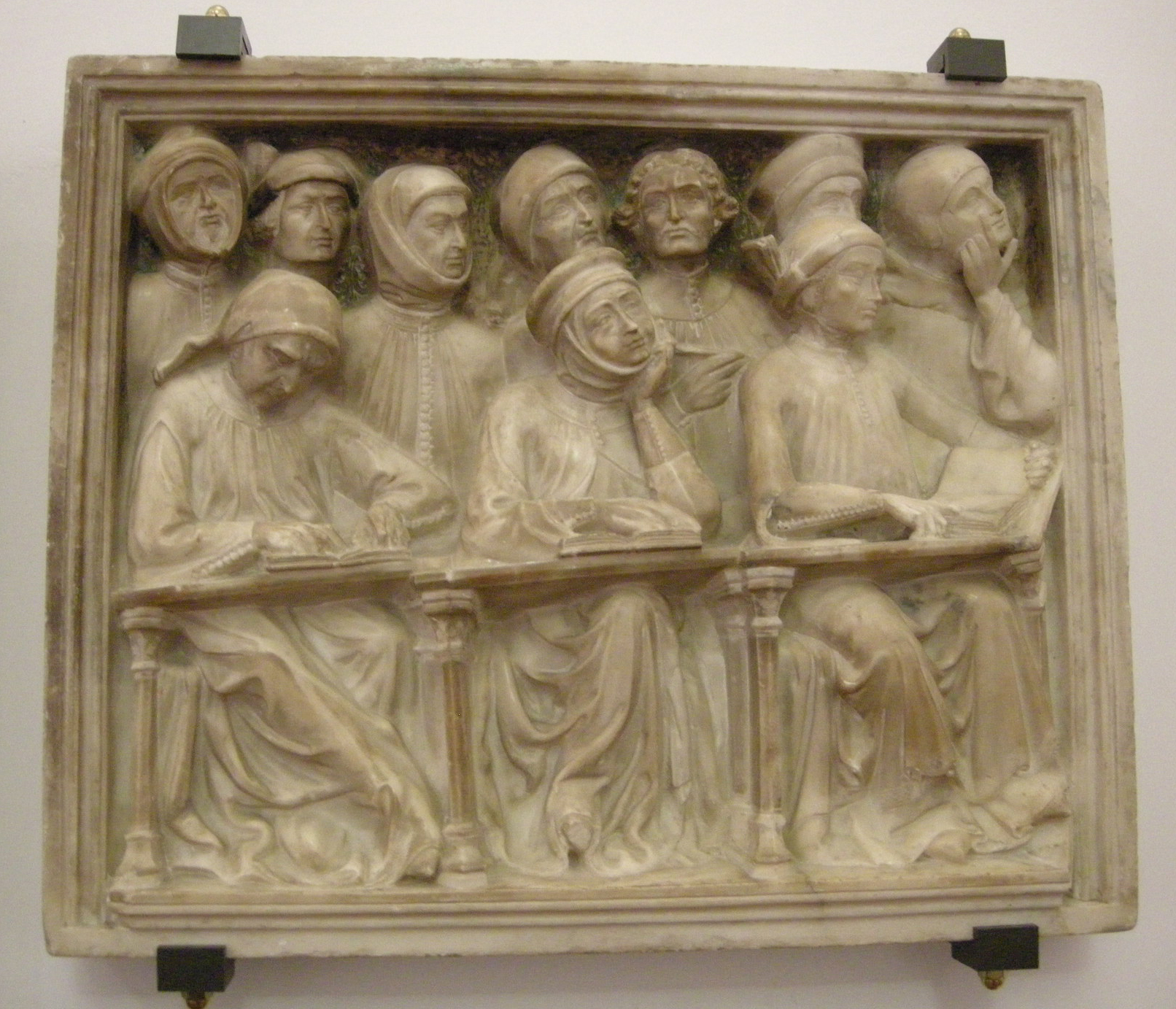
Étudiants
Bologne 1383-1386

- Création à Carcassonne d'une maison-Dieu Notre-Dame qui, réservée aux malades qui n'ont pas à être mis à l'écart, est bâtie du côté de la ville, à la tête sud du pont Vieux, à l'opposé de l'hôpital Saint-Jacques[2].
- Fondation de l'hôpital Saint-Jacques de Tournai, en Flandre[3].
- L'hôpital Saint-Léonard (St. Leonard's hospital) est attesté hors les murs de Lanark en Écosse[4].
- Quatre étudiants en médecine de l'université de Bologne sont poursuivis en justice pour avoir violé une tombe et transporté le cadavre chez leur professeur, maître Alberto[5].
- Fl. Joan de Rivis, médecin attitré de la ville de Vic, en Aragon, et dont la pratique est dispersée sur tout le territoire du comté d'Osona[6].
- 1316-1319 : fondation de l'hôpital de Molsheim, en Alsace, par Jean Ier, évêque de Strasbourg[7],[8].
- 1319-1323 : création[9] de l'hôpital Saint-Jacques-aux-Pèlerins, rue Saint-Denis, à Paris[10].